# ゼルダの伝説 ブレス オブ ザ ワイルド
『ゼルダの伝説 ブレス オブ ザ ワイルド』（ゼルダのでんせつ ブレス オブ ザ ワイルド、英題：The Legend of Zelda: Breath of the Wild）は、任天堂より2017年3月3日に発売された、Wii U・Nintendo Switch用のオープンワールドアクションアドベンチャーゲーム。キャッチコピーは「駆ける、活きる、護る。果てなき冒険を思いのままに。」。
2023年5月12日に、本作の続編『ゼルダの伝説 ティアーズ オブ ザ キングダム』も発売された。

## 概要
本作の特徴としてオープンワールドを採用しており、プロデューサーの青沼英二は2016年6月16日の日本時間の午後11時に放送された任天堂のWeb番組「Nintendo Treehouse: Live @ E3 2016」内のインタビューにて、「広大な世界において、どこに行って何をするのも自由なオープンワールドで遊べる、ゼルダ史上類を見ない新しいゲームです」と紹介している。日本語のタイトルロゴは日本語表記が大きくなり、初代『ゼルダの伝説』に近いものになった。また、キャラクターデザインは一新され、一部のイベントシーンではシリーズ初の試みとして、キャラクターがボイス付きでセリフを話すようになっている。
本作はNintendo Switchのローンチタイトルの一つとして発売された。またWii U版は、任天堂が最後に発売したWii U用ソフトとなった。
通常のWii U版、Nintendo Switch版の他、特製マップなどが同梱の『COLLECTOR'S EDITION』、マスターソードのフィギュアなどが同梱の『DELUXE COLLECTOR'S EDITION』や、『リンク（弓）』、『ゼルダ』などのamiiboも発売した。また、2018年11月9日にはガイドブックが付属したパッケージ版『ゼルダの伝説 ブレス オブ ザ ワイルド〜冒険ガイドブック付き〜』を発売し、2019年末に再販された。
レビュー収集サイトMetacriticでは、2010年代で最高得点のゲームの1つ、および2010年代最高のゲームリストで最も多く1位を獲得したゲームソフトとなっている。また、多数の賞（後述）を受賞している。
2019年4月26日のアップデートで、Nintendo Switchでは「Nintendo Labo Toy-Con 04: VR Kit」を使用した全編VRに対応した。
2019年6月12日の日本時間の午前1時に放送された任天堂のWeb番組『Nintendo Direct E3 2019』で本作の続編を開発中であることが発表された。
2020年11月20日には、本作の100年前を舞台としたコーエーテクモゲームス（オメガフォース）制作によるスピンオフ作品『ゼルダ無双 厄災の黙示録』が発売された。

## ストーリー
主人公・リンクは謎の声に促され、一切の記憶を失った状態で長い眠りから目覚める。そしてシーカーストーンを手にハイラルの大地へ踏み出したリンクは、フードを被った老人と出会う。謎の声と老人の導きにより、リンクはシーカータワーを起動させ、試練の祠を巡りシーカーストーンの機能を拡張する。そして老人は自身が100年前の大厄災で命を落としたハイラル王国の国王だと明かし、謎の声の正体がハイラル王の娘のゼルダだと判明する。100年前、復活した厄災ガノンによりハイラル王国は滅び、リンクもゼルダを護って倒れ100年間眠り続けていたが、その間ゼルダはたった一人で厄災ガノンを食い止め続けていた。そしてハイラル王の魂はリンクにパラセールを授け消滅する。リンクは厄災ガノンを倒しゼルダを救うべく、始まりの台地から飛び出す。
シーカー族の暮らすカカリコ村に訪れたリンクは、そこで100年前のことを知る族長・インパに出会い、インパはリンクにかつて起きた出来事を伝える。それは1万年前に厄災ガノンが復活した際、封印の要である退魔の剣を持つ剣士と聖なる力を持つ姫巫女に加え、4体の神獣と無数のガーディアンでもって対抗していた。100年前の大厄災にも同様の布陣で挑み、退魔の剣を持つリンクと姫巫女のゼルダ、そして神獣の操り手に選ばれたゾーラ族のミファー・ゴロン族のダルケル・リト族のリーバル・ゲルド族のウルボザが英傑として対抗するが、厄災ガノンに神獣とガーディアンを乗っ取られ4人の英傑も命を落とし敗北したのだった。そしてリンクが厄災ガノンを倒すには、四神獣を奪還し退魔の剣・マスターソードを取り戻すことが必要だと助言を受ける。
水と共に生きるゾーラ族の暮らすゾーラの里では、暴走した水の神獣ヴァ・ルッタが大量の雨を降らせたことで氾濫の危機に陥っていた。そこへ訪れたリンクは、ゾーラ族の王子でありミファーの弟のシドに、ルッタを止めることへの協力を依頼される。そして雷獣山で電気の矢を集めたリンクはシドと共にルッタに立ち向かい、電気の矢を使って暴走を止める。そしてルッタの内部に入ったリンクは、ミファーの魂に導かれ制御装置を起動する。そしてルッタを乗っ取ったカースガノンを倒し、ミファーの魂を解放する。
岩の様な体をしたゴロン族の暮らすゴロンシティでは、暴走した炎の神獣ヴァ・ルーダニアがデスマウンテンの噴火を誘発させており、その度に採掘会社ゴロン組の組長のブルドーとダルケルの子孫のユンが止めていた。そこへ訪れたリンクはブルドーの頼みで行方不明となったユンを救出し、ユンとともにルーダニアの暴走を止める。そしてルーダニアの内部に入ったリンクは、ダルケルの魂に導かれ制御装置を起動する。そしてルーダニアを乗っ取ったカースガノンを倒し、ダルケルの魂を解放する。
鳥の様な姿をしたリト族の暮らすリトの村では、暴走した風の神獣ヴァ・メドーが近づくものを狙撃したことで空を飛ぶことを制限されていた。そこへ訪れたリンクは、戦士・テバに自身の力を示す。そしてテバと共にメドーに立ち向かい、バクダン矢を使ってメドーの暴走を止める。そしてメドーの内部に入ったリンクはリーバルに導かれ制御装置を起動する。そしてメドーを乗っ取ったカースガノンを倒し、リーバルの魂を解放する。
ゲルド族の暮らす男子禁制のゲルドの街では、暴走した雷の神獣ヴァ・ナボリスが砂嵐と雷を引き起こしていた。そこへ女装して潜入したリンクは、若き族長・ルージュにイーガ団に盗まれた雷鳴の兜を取り戻すことを頼まれる。そしてリンクは自身の命を狙うイーガ団に潜入し、総長のコーガ様を倒して雷鳴の兜を取り戻す。戻ったリンクはルージュと共にナボリスに立ち向かい、その暴走を止める。そしてナボリスの内部に入ったリンクは、ウルボザに導かれ制御装置を起動する。そしてナボリスを乗っ取ったカースガノンを倒し、ウルボザの魂を解放する。
コログの森でマスターソードを再びその手に収めたリンクは、厄災ガノンの巣食うハイラル城へ乗り込む。リンクに反応して厄災ガノンは不完全な形で復活するが、そこへ四神獣が砲撃を浴びせその体力を大きく削る。そしてリンクは厄災ガノンを打ち倒すが、暴走した厄災ガノンの怨念は城外に飛び出し、巨大な獣の姿をした魔獣ガノンとなる。リンクはゼルダに授けられた光の弓矢でもって魔獣ガノンからゼルダを救い出し、ゼルダは聖なる力でガノンを完全に封印する。その後、ゼルダとリンクはハイラルの復興に向け日々いそしむ。

## ゲームシステム
主人公リンクの体力は従来のシリーズ通りハートで表現されており、敵の攻撃を受けたり、高所からの落下などによって減少したり、今作では気候や温度によって減少する場合もある。一方で草を刈ったりオブジェクト破壊によってハート回復アイテムが出現することが無くなり、料理（後述）や素材、薬でハートを回復することになる。ハートが無くなるとゲームオーバーとなり、最後にセーブされた地点に戻される。本作では特定のタイミングでオートセーブされる他、プレイヤーの任意のタイミングでもセーブが可能となっている。
リンクのスタミナは前作『スカイウォードソード』と同様に「がんばりゲージ」で表現される。このゲージはダッシュする、崖を登る、パラセールで滑空、泳ぐ、溜め攻撃をするといった行動で消費される。がんばりゲージが無くなると崖登り中や滑空中に途中で落下したり、泳いでいる最中に溺れたり、ダッシュできなくなったりする。がんばりゲージは足が地面についている状態で、走ったり溜め攻撃などの該当するアクションをしていなければ自然と回復する。
ゲーム内の表示言語は本体の言語設定に従い、音声言語はゲーム内の設定画面から自由に切り替えられる。Nintendo Switch版は全部で10種類の言語に対応しており、Wii U版は音声言語のみが変更可能となっている。

### 時間・天候
プレイ中はゲーム内の時刻が変化し、昼と夜が交互に訪れる。現実の1秒がゲーム内の1分に相当し、ゲーム内の1日は現実の24分となる。ただし、メニュー画面や武器の選択画面などを開いている間はゲーム内の時間の進行が止まる。夜になると多くの魔物は武器を手放して寝てしまい無防備になる一方で、夜でも徘徊している魔物や、夜にのみ現れる魔物もいる。登場するNPCにもそれぞれに生活サイクルがあり、昼は仕事場で仕事をして、夜になると自宅に帰って眠ったり、特定の時間になると墓地へ祈りを捧げに行くなど、それぞれのNPCが異なる生活習慣を持つ。
天候も変化し、雨が降ると焚き火や鍋の火が消えたり崖で滑るようになる一方で、雨の音によりリンクの動きが敵に気付かれにくくなったり、一部の地域では降雨によって水たまりが出現することもある。また、天候が雷雨の時には金属製のアイテムを装備しているとリンク本人に落雷する可能性があり、落雷が命中した場合はダメージを受ける。さらに、特定の時間や天候でしか出現しない生物などもいる。
温度の概念もあり、極端な低温・高温の地域などではリンクの体力が徐々に減少してしまう。この時、特定の装備品や料理や薬などを使用して、ダメージを防ぐまたは軽減することができる。

### 戦闘
戦闘は従来のシリーズ通り、アクションバトルとなっている。手持ちの剣や両手剣、槍などの武器による近接攻撃、盾による防御、弓矢やブーメランによる遠距離攻撃を行うことができる。また、武器は斬りつけるだけでなく、投げて命中させるという戦い方もある。敵モンスターの頭部に矢を当てた場合と、武器が命中したときに壊れた場合は通常の倍のダメージを与えるクリティカルヒットになる。また、手持ち武器やフィールド上の一部のオブジェクトを転がしたり、投げつける攻撃もできる。
ZLボタンで敵に注目した状態では、ステップやバク宙による回避ができる。これらの操作をタイミングよく行うと「回避ジャスト」が発動してリンク以外の時間の流れが遅くなり、強力な反撃（ラッシュ）を行うことができる。また、タイミングよく盾を突き出すと「ガードジャスト」が発動し、攻撃を弾き返したり敵に大きな隙を与えられる。
ステルスゲームのような静粛性の概念が導入されており、歩いたりダッシュしたりすることで音が出るため、魔物に存在を気付かれて攻撃されたり、野生動物に逃げられたりする。しゃがんで静かに移動することで、気付かれずに忍び寄って魔物に「ふいうち」を行うことができる。ふいうちが成功すると通常の8倍という遥かに大きなダメージを与えることができる。
武器を使う以外にも様々な戦闘方法がある。シーカーストーンの特殊能力を使った多彩な攻撃アクションで、「リモコンバクダン」で攻撃したり、「マグネキャッチ」で金属製の物を持ち上げて叩きつけたり、「ビタロック」を使い物体を勢いよく飛ばしてぶつける事でもダメージを与えられる。草原の草に火をつければ燃え上がり延焼するので、敵陣を焼いたり上昇気流をパラセール（後述）で捕まえて3次元的な戦闘も可能。場合によっては、蜂の巣や設置してある巨岩や地形の高低差も利用し、迂回や隠密行動で戦闘を避けるなど、正面から戦う以外の戦法を幅広く編み出すことができる。
武器や盾には耐久度があり、一定回数使うと壊れて消滅してしまう。装備の耐久力を回復させる手段はないため、武器を次々と持ち替えなければならない。ただし、後述のマスターソードのみ、耐久力を回復することができる。武器や弓、盾は落ちているものや宝箱に入っているもの、敵の持っているものなどを入手してポーチにストックする事ができる。ただし、武器の所持数には制限がある（拡張可）。

### 料理
自生している果物やキノコを採取したり、野生動物を狩ったり、魚や虫を捕まえたりすることで様々な素材を入手できる。入手した素材はそのまま食べても回復できるものがあるが、最大5つの素材を組み合わせて料理鍋で調理することで、ハートの回復効果や移動速度アップなどのバフがある料理や薬を得られる。料理鍋は世界の各地に設置されており、焚き火に投げ込み、素焼きにして調理できる食材もある。また、オルディン地方の火山帯やヘブラ地方の雪原などに肉や魚、果物を置いておくと、焼けたり凍ったりする。

### 移動手段
登る
本作では、ほぼすべての建造物の壁、崖、柱、樹木などに掴まって登ることができる。一般的に、3Dゲームには登ることが想定されていないオブジェクトが存在し、登攀判定が無かったり見えない壁に阻まれることが多いが、本作は一部のダンジョン内部の壁と世界の果てを除き、ハイラルの大地の全てのオブジェクトに登れることが特徴である。街道に沿って移動をしたり、道を無視して直線的に山や断崖を越えることもできる。
登るためには前述のがんばりゲージを消費し、これを使い切ってしまうと崖などに登っている途中でも落下してしまい、高所からの落下などでダメージを受けることがある。がんばりゲージは料理や薬の特殊効果で回復したり、一時的に上限を増やすこともできる。
泳ぐ
足がつかない深さの池や川、海などを泳ぐことができる。泳ぐにはがんばりゲージを消費する。泳いでいる最中にがんばりゲージを使い切ると残り体力に関わらず溺れてしまい、ハート1つ分のダメージを受けた状態で泳ぎ始めた地点にリスポーンされる。底なし沼では足がつかない程度の深さまで到達すると自動的におぼれてしまうため、泳ぐことはできない。
パラセール
空中でジャンプボタンを押すとパラグライダーのような器具を展開し、緩降下しながら長時間の滑空ができ、滑空中はがんばりゲージを消費する。そのため、滑空中にがんばりゲージがなくなると落下してダメージを受けることがある。しかし、がんばりゲージがなくなった状態でも一度だけ再展開することができる。このパラセールは、チュートリアルをクリアすることで入手することができる。
盾サーフィン
サーフィンのように盾の上に乗り、盾の耐久力を消費して下り坂を高速で降りることが可能。また、雪や砂の上では耐久力が減らない。
馬
フィールド上に生息する野生の馬を捕まえて高速移動ができる。捕まえたばかりの馬は言うことを聞かないため、なだめたり餌を与えたりして「なつき度」を上げながら乗りこなすことになる。なつき度が最大になった馬には、たてがみを変更したり、手綱や鞍を装備させることができる。各地に旅の宿「馬宿」があり、ここに馬を登録すると5頭まで預けることができ、今いる馬宿まで馬を呼び寄せることも可能。馬にも体力があり、攻撃を受け続けたり崖から落ちると死んでしまうが、マーロンの泉で蘇らせることができる。馬の中には特定の場所にしか生息しない大型の「巨馬」や、「白馬」などの希少種も存在し、個体によって能力にも差がある。
ワープ
シーカーストーンの能力により、マップに登録された祠や起動したシーカータワーなどにワープすることができる。
イカダ
水辺に係留されている帆の付いたイカダに乗って水上を移動でき、「コログのうちわ」で風を起こすことで進行方向をコントロールできる。また、ひもで陸につながれているイカダもあり、そのような場合は武器などでひもを切断して、動かすことができるようになる。
スナザラシ
ゲルド砂漠にのみ生息するセイウチとマナティーを合わせたような姿の獣で、砂上を高速で進む能力を持ち、盾を装備した状態で捕まえることで牽引してもらう形で砂漠地帯を高速で移動できる。
マスターバイク零式
アイテムの項を参照。

### 施設
試練の祠
ハイラルの各地には古代のシーカー族が作った試練の祠が136か所点在している。内部は小規模から中規模のダンジョンになっており、謎解きをして最奥にいる祠の主のシーカー族に到達することで「克服の証」を入手できる。この克服の証を4つ集めて後述の女神像に捧げることで、体力の最大値を増やす「ハートの器」か、がんばりゲージの最大値を増やす「がんばりの器」のどちらかを手に入れることができる。また、祠の名称はシーカー族の導師の名前がつけられている。なお、祠やガーディアンなどのデザインは縄文土器など縄文時代の文化が反映されている。
シーカータワー
シーカータワーは、ハイラルの各地域に15か所存在する塔で、その最上部にある情報端末「勇導石」からシーカーストーンにデータを入力すると、その地域のマップが表示され、いつでも確認することができる。また、シーカータワーにたどり着いてデータを入力することで、前述のワープによってワープしてくることが可能になる。
馬宿
手懐けた馬を5頭まで登録して預かってもらえる宿泊施設。ハイラルに16か所あり、預けた場所とは異なる馬宿からも連れ出すことが可能。通貨であるルピーを払えば馬宿に泊まることができ、体力が回復する。ベッドの種類には2種類あり、より多くのルピーを支払うことで体力の上限が一時上昇するなどの追加効果を得ることができる。
女神像
主に村や集落に設置されており、克服の証を4つとハートの器またはがんばりの器を交換してもらえる。また、ルピーを消費することで、所持しているハートの器とがんばりの器を付け替えることができる悪魔像がハテノ村に存在する。
大妖精の泉
ハイラルの大地に4箇所存在する泉。一定額のルピーを捧げることで大妖精が復活し、素材と引き換えに防具を強化してもらえる。復活させた大妖精の数に比例して防具の強化可能なレベルは上がっていく。
マモノショップ
毎回異なる場所に移動し、夜にのみ営業している魔物関連のアイテムを扱う店。ルピーではなく、魔物素材をこの店でのみ使える「マモ」という通貨に換金し、それを支払ってアイテムを購入する。また、ここでしか手に入らない装備や馬具なども存在する。

### チャレンジ
ゲームの目標が「チャレンジ」として与えられ、メニュー画面のチャレンジ一覧で内容を確認したり目的地を表示できる。また、チャレンジは以下の4種類がある。
メインチャレンジ
ストーリーの根幹に関わるもので、これを遂行するとストーリーが進みリンクに新しい能力や強力な武器などが与えられる。冒険の最終目標はメインチャレンジ「ガノン討伐」となっており、他のチャレンジの進行にかかわらずこれを遂行すればエンディングとなる。尚、始まりの台地で発生する2つのメインチャレンジをクリアすると「ガノン討伐」が解放されるため、メインチャレンジを全てクリアする必要がある訳でもなく、解放されたら直ぐにエンディングに向かうことも可能である。このメインチャレンジを進めることでリンクと英傑たちの関係が明かされる。
ほこらチャレンジ
世界各地に隠された試練の祠に関係し、謎を解くと祠が出現する。
ミニチャレンジ
世界各地にいるNPCに話しかけると発生することがあり、依頼をこなしたり悩みを解決してあげることが目的。ハイラルに76あり、これを遂行すると、報酬を貰えたりストーリーの裏側が明らかになったりすることがある。
ウツシエの記憶
メインチャレンジのひとつ。シーカーストーンに残されていたウツシエ（写真）が撮影された場所を探し当てる。これら12枚のウツシエはゼルダが100年前に撮影したもので、撮影場所を訪れることでリンクが当時の出来事を思い出し、追憶という形で過去のストーリーが語られる。各地の馬宿に世界中の情景に詳しい風景画家の旅人（後述）がおり、彼にウツシエを見せると場所のヒントを聞くことができる。12枚全てのウツシエの記憶を集めると、インパより最後の1枚が貰える。
これを進めることでリンクとゼルダの関係が徐々に明かされて行く。また、13枚目のウツシエを見ることで、エンディングの後に後日談が描かれる。

### amiibo
本作はamiiboに対応しており、1個のamiiboにつき1日1回アイテム素材を獲得することができる。また、『ゼルダの伝説』に関係するamiiboを使用すると特別なアイテムが出現することがある。

## 登場人物

### 主要人物

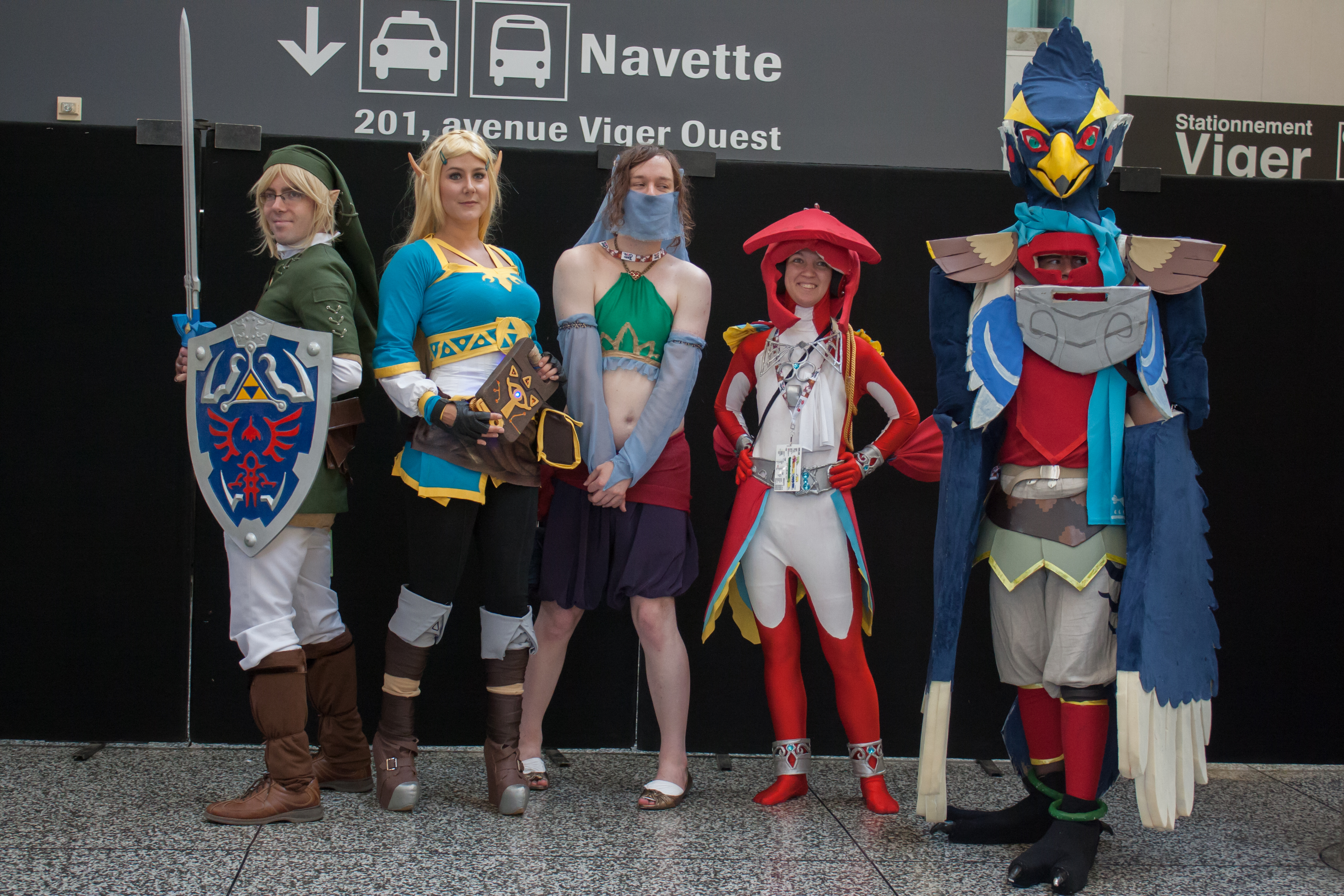
Breath of the Wildのメインキャラクターのコスプレ

リンク
声 - 高梨謙吾
本作の主人公。ハイリア人。イメージイラストでは青い服を着て、髪を後ろで束ねている。
騎士の家系に生まれ、幼少の頃から大人をも打ち負かすほどの類稀なる剣才とたゆまぬ鍛錬による非常に高い実力を持ち、城内でガーディアンが暴走した際には咄嗟に落ちていた鍋の蓋でビームを反射して暴走を沈めるという離れ業を披露。この一件がハイラル王の目に留まり、ゼルダ直属の近衛騎士に最年少で昇格した。実際にゼルダを守りつつ作中屈指の難敵であるライネルの大軍を単身で殲滅する等、その戦闘能力は極めて高く、ダルケルを始め他の英傑からも手放しで賞賛されていた。しかし、ガノンの復活の際に大量のガーディアン相手にゼルダを守ろうと孤軍奮闘するもついに力尽きてしまい、回生の祠に運ばれ100年の間眠りにつく。
本作ゲーム内では彼の復活後が描かれるが、あまりに永い眠りだったため体力と記憶を完全に喪失しており、失った力と記憶を取り戻すことも冒険の目的の1つとなっている。
利き腕は『トワイライトプリンセス』および『スカイウォードソード』のリンクと同様に右利き。上記の設定に加えイベントシーンでのキャラクターボイスが使用されている関係もあり、本作では他作品と異なり名前を変更することはできない。
ゼルダ
声 - 嶋村侑
本作のヒロイン。ハイラル王国の姫。ハイラル王国が滅びた後、封印の姫巫女として覚醒。その後100年もの間、ハイラル城でただ一人復活した厄災ガノンの力を抑え続けているがその力はもはや限界が近づいている。
知識欲・好奇心が旺盛であり、考古学にも精通している。ガノン復活の予言がされた際はリンクと共にハイラル各地を巡り、ガノンに対抗するためシーカー族の遺した遺跡や兵器の調査をしていた。当時、王族として厄災封印の使命に従わなければならない境遇にもかかわらず、幼少時から数々の修行や各地の精霊の泉を訪れても封印の力が一向に目覚めないことに思い悩む。
リンクと同様に100年の月日を経たにもかかわらず容姿が変化していないが、その理由は作中では述べられていない。また、3つのトライフォースすべてを宿している。
ハイラル王（ローム・ボスフォレームス・ハイラル）
声 - 中博史
100年前に滅んだハイラル王国最後の王で、ゼルダの父親。ガノンによって王国が滅ぼされた際に命を落として魂だけの存在となり、フードをかぶった老人の姿でリンクを導く。チュートリアルに当たるメインチャレンジ「閉ざされた台地」をクリアすると、真の正体を現し、大厄災の記憶と城に残されたゼルダのことを告げるとともに消え去ってしまう。
厄災ガノン
1万年以上前からハイラル王国を度々襲ってきた魔王ガノンの怨念体。復活の度に勇者の力を持つ剣士と、聖なる力を持つ姫によって封印されてきた。
しかし物語開始の100年前に、先代姫巫女ゼルダの母の急逝により封印の力覚醒方法の伝授が途絶えたのが影響し、次代の姫巫女ゼルダの力覚醒前に、ハイラル城の地下から再び復活。魔力と狡猾な手段によって神獣とガーディアンを乗っ取り、英傑と国王を尽く亡き者にし、ハイラル王国を崩壊に導いた。
本体はハイラル崩壊後に力が目覚めたゼルダによってハイラル城に封じられているが、今なお稼働し続けるガーディアンやガノンの分身であるカースガノンの存在など、世界に多大な影響を残している。

#### 4英傑
神獣を操るため各種族から選ばれた特別な力を持った者達。100年前の大厄災で神獣を操りガノンに対抗するはずであったが、いずれもガノンの魔力によって神獣の制御装置を乗っ取られ、生み出されたカースガノンによって命を落とした。
ダルケル
声 - 武田幸史
ゴロン族の英傑。他のゴロン族同様に心が広い大らかな性格をしている。リンクの事は相棒と呼んでいる。周囲に結界を張り自身を守る力「ダルケルの護り」を持ち、神獣ヴァ・ルーダニアを操る。武器は「巨岩砕き」で、リンクが扱う場合は両手剣だが、ダルケルは片手で軽々と扱う。他のゴロン族よりもさらに大柄で屈強な体格をしている。
リーバル
声 - 山口登
リト族の英傑。実力は高く努力家だがプライドが高く皮肉屋な性格をしている。役割が後方支援であることに不満を抱き、史上最年少で近衛騎士となり、退魔の剣に選ばれたリンクの事をあまり良く思っていなかった模様。一方で自分と同じ努力家のゼルダにはシンパシーを感じていた。自身の真上に上昇気流を発生させる力「リーバルの猛り(リーバルトルネード)」を持ち神獣ヴァ・メドーを操る。武器は「オオワシの弓」。一族の中でも最高と称えられる弓の使い手であり、本人もそのことを誇りに思っている。
ミファー
声 - 一色まゆ
ゾーラ族の英傑である少女。ゾーラ族長ドレファンの娘で王女。シドの姉。他者の傷を癒す力「ミファーの祈り」を持ち神獣ヴァ・ルッタを操る。武器は「光鱗の槍」。非常に心優しい人物で街の人々にも慕われていた。リンクとは彼が4歳の頃、ハイラル王国からの表敬団に付いてゾーラの里を訪れた時からの幼馴染であり、リンクに対して恋心を抱き、ゾーラの伝統である自身の将来の婿に送るための鎧を密かに作っていた。
ウルボザ
声 - 下田レイ
ゲルド族の英傑である女性。姉御肌な人物で心が広く街の人々からも慕われていた。100年前のゲルド族の族長であり、周囲に強力な雷を落とす「ウルボザの怒り」を持ち神獣ヴァ・ナボリスを操る。武器は「七宝のナイフ」と「七宝の盾」。戦士としての力量に加え、周囲を気遣える余裕も持ち、ゼルダの良き理解者で精神的母親役。封印の力に目覚めない事に焦る彼女の気持ちを慮る言動を見せ常に気にかけていた。英傑になることを引き受けたのもゼルダの支えになってやるため。ハイラル王妃（故人・ゼルダの母）の親友であり、ゼルダのことを「御ひい様」と呼ぶ。

### ゴロン族
ブルドー
ゴロン族の族長。採掘会社「ゴロン組」を経営しており、他のゴロン族からは「組長」と呼ばれており、ゴロン族では大砲を扱える唯一の存在である。老齢ながらも火山に設置された大砲を使ってデスマウンテンで暴れる神獣ヴァ・ルーダニアをユンと共に追い返し、また生身で火山弾を振り払うこともできるなど屈強な体を持っている。しかし、慢性的な腰痛に悩まされており、そのたびに北の廃坑に存在する保管庫からユンに薬を持ってきてもらっている。
ユン
声 - 渡辺久美子
ゴロン族の若者で「ユン坊」の愛称で親しまれている。英傑ダルケルの子孫であり、彼と同じく「ダルケルの護り」を使える。屈強な体を持つがやや気弱で優しい性格をしている。語尾は「〜コロ」であったが、ヴァ・ルーダニアの制圧後は自信をつけ、他のゴロン族同様「〜ゴロ」となった。

### ゾーラ族
ドレファン
一際大きな体をしたゾーラ族の王。ミファーとシドの父親であり、リンクのことも100年前から知っている。一族の王らしく威厳に満ちた人物だが気さくな性格で、訪ねてきたリンクにも他の老人達のような敵意は示さず快く受け入れ、協力を依頼する。しかし、表に出さずとも父親としてミファーを守れなかった事を後悔している。
シド
声 - 大西弘祐
ゾーラ族の王子でミファーの弟。やや強引な面もあるが実直な性格で、ゾーラ族の危機に際して先頭に立って行動を起こすなど正義感も強い。
暴走を続ける神獣ヴァ・ルッタを止めるため、腕の立つハイリア人を探していたところリンクと出会う。リンクとは幼少期の頃にすでに出会っていたが、物心のつく前だったために覚えていなかった。
ムズリ
かつてミファーの世話係を務めた王の側近。他のゾーラ族の老人達同様、ハイリア人であるリンクに恨みを持ち、シーカー族の古代技術に対してもあまり快く思っていなかった模様。
里の危機を救うためリンクに協力的なドレファン王やシドとも意見が合わず、説得に回ることになる。

### ゲルド族
ルージュ
ゲルド族の族長である少女。一人称は「わらわ」で常に余裕のある大人びた言動を取る。
先代に当たる母親が急逝したために幼いながらも族長となった。一族の長としての振る舞いや責任感を持ち合わせているものの、自身が族長として未熟であることを自覚しており「真の族長」として認められたいと考えている。
パトリシアちゃんという名前の専用のスナザラシを飼っており、砂漠を渡る時はそのパトリシアちゃんを使う（パトリシアちゃん、までが名前であり、世話係が「パトリシアちゃん様」と呼んでいる他、ゼルダ無双 厄災の黙示録で登場した際も「パトリシアちゃん」と表示される）。
ルージュの寝室に置いてある「族長日記」によれば、フルネームは「マキ・ア・ルージュ」である。

### リト族
カーン
リト族の族長である老人。他のリト族よりも大きな身体をしており、フクロウのような容姿をしている。リト族を撃ち落とそうとする神獣ヴァ・メドーに業を煮やして無謀にも突撃していく若者達に頭を悩ませていた。リンクのことは英傑の末裔様と呼ぶ。
テバ
声 - 増元拓也
白い羽根を持ったリト族の戦士である男性。やや向こう見ずな性格で、妻のサキにはよく心配されている。口は悪いがリーバルと比べると素直な性格。息子であるチューリを「リーバル様のような立派な戦士にしたい」と考えている。
カッシーワ
リト族の男性。楽器を奏でながら各地を旅する吟遊詩人。各地に残る古の勇者に関する詩を研究しており、その詩を現代に現れるであろう勇者に伝えるため各地を旅している。

### シーカー族
インパ
声 - 津田匠子
カカリコ村の長をしている老婆。年齢は100歳を超えており、大厄災の経験者かつ100年前時からリンクを知る人物。眠りから目覚め、訪ねてきたリンクにかつて起こった出来事とゼルダの伝言を伝え、進む道を示した。ハイラル王国が健在だった頃はハイラル城の執政補佐官を務めており、暴走しがちなプルアのブレーキ役でもあった。
パーヤ
インパの孫娘。内気で引っ込み思案であり、1日のほとんどを家宝である宝珠の手入れや道祖神への祈りで過ごすため、異性に対する免疫が皆無でまともに目を見て話すことができない。カカリコ村を訪れたリンクに一目惚れするも、初恋であったためインパに教えられるまでは、恋である事に気付かなかった。お尻にパパイヤの種のような痣があり、これが自身の名前の由来になっている。
プルア
ハテノ村の郊外にあるハテノ古代研究所でかつてのシーカー族の技術を研究している女性であり、インパの姉に当たる。シーカーストーンの研究で若返りの機能を開発し自身を被験者として実験したところ、幼い姿になってしまった。古代素材を提供することで、プルア自身が開発したシーカーストーンアイテムの強化版を提供してくれる。
シモン
プルアの助手を務める男性。カカリコ村から派遣され、研究者であるプルアに心酔している。
好奇心はあるものの、仕事の出来は芳しくないようで、古代炉から青い炎を運ぶことに失敗したり、プルアの日記にはあまり頼りにならないと綴られ、更にロベリーにあてた手紙にも「使い物にならん！」と書き殴られている。
ロベリー
アッカレ地方の北東端にあるアッカレ古代研究所でガーディアンや古代兵装の研究をしている男性。「ドクトール・ロベリー」を自称し、英語交じりの言葉を話すファンキーな老人。数十年かけて誘導石を改造し、古代素材を自動で武器に成形するシーカーレンジを開発した。インパやプルアと同じく、年齢は100歳を超えている。
ジェリン
ロベリーの妻。ロベリーとは50歳以上離れている。かつてプルアに弟子入りし、インパの命を受けロベリーを補佐するため派遣された。研究所で同居を続けるうちにロベリーから「妻(ワイフ)」と呼ばれるようになる。研究者としては有能で、カカリコ村からアッカレ地方まで身一つで来るなど腕も立つ。夫婦仲は良好だが、ロベリーがシーカーレンジをチェリーちゃんと呼ぶことには不満気味。
グラネット
ロベリーとジェリンの息子。ロベリーの勧めで世界中を旅している。イチカラ村の完成後は住民の一人として民家のバルコニーにて景色を眺めており、自称「ギガレア」防具や最高級の盾であるハイリアの盾などを販売してくれる。
カンギス
カカリコ村で出会う老人。大妖精の泉を求めて各地を歩いて絵を描いており、各地の馬宿で「ウツシエの記憶」の場所について助言をしてくれる。
ドゥラン
インパの屋敷を守る見張り番の老戦士。かつてはイーガ団の一員だったが、妻との出会いから脱退する。しかし、報復として妻を殺されてしまい、以後は身の安全と引き換えにリンクの情報をイーガ団に流していた。
導師ミィズ・キョシア
エキスパンション・パスの「英傑たちの詩」にてリンクを導く。その最終試練にて彼の元に行くと彼自身が立ちはだかり神獣繰りにふさわしい力を見せなくてはならない。技はイーガ団や雷のカースガノンのような攻撃。

### イーガ団
ハイラル城の者たちからその技術力を疎まれ、冷遇されたことでガノンに忠誠を誓ったシーカー族の一派。英傑リンクの抹殺を目論む。忍者のように消えてワープ移動したり、不意打ち攻撃を仕掛けてくる。ツルギバナナに目がない。
コーガ様
声 - 宮崎敦吉
イーガ団の総長。ほとんどの活動を部下に任せており、自身はアジトで昼寝ばかりしている。そんな生活をしているからか、お腹がかなり出ている。戦闘時にはバリアを張ったり、鉄球を出現させ操るなどの術を使う。しかし、最後に地底深くへと落とされる
イーガ団幹部
風斬り刀を使う凄腕の重戦士。雷鳴の兜や宝珠を（エキスパンション・パスの「英傑たちの詩」にて）奪ったときは10人程でアジトを見張ったりした。刀の斬撃を飛ばしたり、地面に拳を立て線上に走る衝撃波を発生させる術(土遁の術)を使ってくる。
イーガ団構成員
一般的な団員。基本的には旅人を装って道端にたたずんでいたりするが、話しかけると正体を現して襲い掛かって来る。コーガ様が倒された後はフィールド上にも不意に出現するようになり、武器も首刈り刀より威力が高い鬼円刃を扱う者もいる。

### その他
デクの樹
声 - 野中秀哲
迷いの森の中心にそびえたつ大木の精霊。枝先には桜が咲いている。
100年前、ゼルダが傷ついたマスターソードを台座に戻しに来た際に会って以来、マスターソードを見守っている。ゼルダからリンクへの伝言を頼まれるが柔らかに断り、ゼルダから直接伝えるよう諭した。
テリー
大きなカブトムシ型の背負子を担いで歩き回っている行商人。馬宿を中心に商売をしており、またカブトムシに目がなく様々なアイテムと交換してくれる。
ボックリン
大きなコログ族。お気に入りのマラカスを魔物に奪われてしまいリンクに助けを求める。またマラカスの中に入っている実「コログのミ」をコログ族の子供たちに持っていかれてしまっており、取り返したあとはコログのミを渡すたびにポーチを拡張して武器や盾、弓の所持枠を増やしてくれる。
サクラダ
サクラダ工務店の棟梁兼社長兼デザイナー。大工らしい男気とオネエっぽさを併せ持つ。
ハテノ村で大厄災以来留守となっている住宅の解体作業をしているが、交渉するとその家を買い取ることができる。また、買い取った後サクラダに頼むとベッドや武器スタンドなどの家具の設置、表札などのインフラ整備をしてくれる。
エノキダ
サクラダの部下。サクラダ工務店の事業拡大のためアッカレ地方に派遣され、リンクの協力を得てイチカラ村を興す。後にゲルド族のパウダと結婚する。
キルトン
ハイラル各地で夜間のみ開いているマモノショップを経営する男性。魔物が好きすぎるあまり、マモノグッズの販売をするようになったという。魔物のような外見のため不審者扱いされている。
大妖精
大妖精の泉に住まう巨大な妖精。年々泉に捧げられるルピーが減ったことで力を失っており、一定のルピーを捧げると復活し、以後は素材を持ってくることで防具を強化してくれる。本作品では四姉妹という設定で、個々に性格付けがされている。防具を最大まで強化するためには、四姉妹全員を復活させる必要がある。
1回目は100ルピー、2回目は500ルピー、3回目は1000ルピー、4回目は10000ルピーと解放するのに必要なルピーが増加していく。
マーロン
フィローネ地方の泉に住まう馬の神。初めて泉を訪れた際は大きな蕾の中に閉じこもっている。
ルピーを捧げると復活し、所有馬を魔物の攻撃などで死なせてしまった場合、ガッツニンジンを渡すことで蘇生させてくれる。
エポナ
非常にステータスの高い雌馬。本作ではおまけ要素として登場し、特定のamiiboを読み取ることで入手が可能となる。
ハイラル王妃
ゼルダの母であり、先代の姫巫女。ウルボザと親友関係で彼女より少し年上。故人であるためゼルダとハイラル王とウルボザの日記および会話のみで登場し、姿は厄災の黙示録の回想にてごく僅かに見せている。ゼルダの姫巫女の師匠になるはずだったが彼女が修行を開始する年齢になる前に急逝し、肝心の修行方法を教えることができず、故にゼルダが封印の力の覚醒が遅い要因の大半になってしまう。

### モンスター
今作の魔物は、単純にフィールド上を徘徊したり砦で周囲を警戒したりするだけでなく、焚き火を囲み休息しながら仲間と談笑したり、食事や睡眠など生活感のある多岐に渡る行動パターンを取っている。
倒したモンスターの再配置はマップ切り替えなどによる自動復活ではなく、数日に一度起こる「赤き月の刻（ブラッディムーン）」と呼ばれる現象によって復活する。これは、数日に一度ガノンの魔力が満ちたときに月が赤く光る夜があり、その際に全てのモンスターが復活するという設定を織り交ぜたシステムになっている。魔物を倒すと対応する素材や持っていた武器・盾が手に入る。魔物素材は食用には使えないが、薬の材料や防具の強化、マモノショップで通貨と交換するなどの用途がある。
過去シリーズに比べるとモンスターの種類自体は比較的に少なめだが、色違いや亜種という形で多数のバリエーションを有している。過去シリーズではボコブリン程度にしか存在しなかった色違いの上位種が人型モンスターのほぼ全てに存在しており、通常モードでは「白銀」、マスターモードではさらに強力な「金色」が最上位となっている。ゲームの進行度によって下位から上位種へ変化する個体も存在する。炎、氷、電気といった属性別の亜種も存在するモンスターがいる他、骨の身体を持つ「スタル」系統も存在する。スタル系のモンスターは夜にのみ出現し、複数が出現した場合は群れ全ての敵を倒さない限り何度でも復活する。また、スタル系の頭部のみが浮遊する死んだ個体の怨念である「カース」という系統もいる。
ボコブリン
豚鼻と大きな耳を持つ小鬼のような魔物。ほぼ全ての地域の至る所に集落や砦を作って山賊化しており、地域によってはリザルフォスやモリブリン達と集団生活をしている。その場合は基本的に見張りをしていることが多い。苦手なものは蜂。木製の武器や盾を所持しているが、作りは雑で耐久性もあまり高くない。泳ぐことが出来ず、身の丈ほどの水場に浸かるとすぐに溺死する。時折、道端にいる民間人を襲っている。他の敵とは異なり、乗馬しながら武器を振り回したり弓矢による狙撃で襲ってくることがある。
モリブリン
リンクの二倍程の大きさの細めの体躯を持つボコブリンの上位種。他のモンスターとは異なり、リモコンバクダンや剣などで攻撃しても中々怯まない屈強な魔物。自前の槍やバットを所持していることもあるが、手元の武器がなくなると、近くのボコブリンやイシロックなどを投げて攻撃手段にするなどボコブリン以上の凶暴性を持つ。巨体を持つため動き自体は鈍い。また、ボコブリンと同じく身の丈ほどの水場に浸かると溺死する。
リザルフォス
カメレオンに似た姿が特徴で、周囲の色と同化する能力を持つ。加えて自前の鎧や、荒削りながら自作の武器や盾を装備したりと他の魔物より知能が高い。地上だけでなく、海上にも骨や木材などで立派な大型のヤグラを建築しその上で生活している。
戦闘では手持ち武器だけでなく、口からの水鉄砲や舌の射出による遠距離攻撃もしてくる。リンクのダッシュよりも素早い移動力をもち、上記2種と違って泳ぐことができ、夜になっても眠らない。
炎を吐く「火吹きリザルフォス」や雹を吐く「雹吐きリザルフォス」、角から放電する「シビレリザルフォス」などの亜種も存在する。
ライネル
ケンタウロスに似た魔物。通常モンスターに分類されるが、最下位種でもガーディアン以上の体力を持ち、攻撃力も非常に高い。集団生活はしておらず、フィールド上の縄張りを単独で徘徊している。武器は独自のものを所持している。
ウィズローブ
主に廃墟などを徘徊している魔法使いの魔物。ワープを駆使して空中を移動し、手にした杖から発する魔法で攻撃してくるほか、キースの召喚や天候を変化させるといった能力も持つ。
炎系・冷気系・電気系の各属性が2種ずつの計6種存在しており、それぞれ専用のロッド武器を所持している。倒しても魔物素材を落とす事はない。
キース
単眼の蝙蝠型の魔物。夜間にのみ出現し、ノーマルタイプは群れを成して出現することもある。
炎を纏ったファイアキース、触れただけで凍りつく冷気を纏ったアイスキース、触れると感電する電気を纏ったエレキースといった亜種が存在し、どれも体当たりを攻撃手段とする。
チュチュ
ゲル状の魔物。通常の青色の個体のほか、キースと同じく属性別のファイアチュチュ、アイスチュチュ、エレキチュチュが存在。また青色のチュチュは、炎や電気、氷を受けることで対応した色と属性に変化する特徴を持つ。個体が大きくなるほど体力が多く、飛びかかって攻撃してくる。衝撃に対して破裂する性質があり、属性を持ったチュチュは倒されるとその属性に応じた爆発を引き起こす。
オクタ
タコのような姿の魔物。リンクを見つけると吐き出した岩による偏差射撃を行ってくる。一部の亜種を除く個体は普段擬態して身を潜めており、リンクが近づいても隠れてしまう。
環境ごとに多数の亜種が存在しており、川や池などの水中にいる水オクタ、森林にいる森オクタ、雪山にいる雪オクタ、火山などにいる岩オクタ、砂漠や雪原、砂浜にいる宝オクタがいる。また、マスターモード限定で空中を浮遊する空オクタという亜種も登場する。
イシロック
後述するイワロックの幼体。亜種に炎系の「マクロック」と氷系の「カチロック」がいる。いずれも成体と同じようにただの石に擬態しており、リンクが近づくと起き上がる。
ほとんどの武器を無効化する頑丈さを持つが、鉄のハンマーなどの一部の武器や爆弾などを受けると一撃で砕け散り、火打ち石や宝石を落とす。また、持ち上げることができ、投げて倒せる。

#### ガーディアン
神獣と同じく1万年前に厄災に備えて製造された古代兵器。100年前の大厄災の際にガノンに掌握されて暴走し、ハイラルが滅んでなおも稼働している一部の個体が人々を襲い続けている。ターゲットを見つけると一部分が発光し、目から古代エネルギーによる強力なビームを発射する。また、失われた古代の素材で作られているため通常の武器では有効なダメージを与えられないが、目の部分に矢を当てると大きく怯む。ひっくり返した底の部分にも弱点があり、古代矢で射抜くと一撃で倒せる。朽ち果てて動かなくなった個体を調べると機械系アイテムの強化に必要な素材を入手できる。
ガーディアン（歩行型）
6足歩行で高い機動力を有するため、弱点である目に照準を合わせにくいが、脚部は脆弱であるため、接近して破壊することで機動力と耐久力を削げる。一見朽ち果てているように見えて近づくと起動するものも存在する。
ガーディアン（砲台型）
ハイラル城の防衛用に固定されたガーディアン。機動力は無いが歩行型並みの耐久力を持つ。また、盾で防御を試みると連射をしてくることもある。
ガーディアン（飛行型）
砲台型にプロペラを付け飛行できるように改良されたガーディアン。地上を監視するように空中を巡回している。サーチライトに発見されると照準を合わせてくる。プロペラを破壊すれば墜落する。
朽ちたガーディアン
100年の時を経て朽ちてしまったガーディアンの中には、まだ機能を停止していない個体が存在しており、それらは近づくと起動してビームを発射してくる。足を失っているためその場から動けず耐久力も低めだが、ビームの射程距離と威力は健在。
小型ガーディアン
主に祠に出現する小型のガーディアン。勇者への試練のために改修したもの。通常の祠に出現する個体のほとんどは基本的に低い威力のビームのみだが、片手剣、両手剣、槍、盾で武装したものも存在する。力の試練で出現する個体は最大3種類の武器を装備する武装型で、耐久力も強化されている上、体力をほとんど無くすとエネルギーをチャージして大型ガーディアン同等の出力とそれ以上の威力を持つビームを放つこともできる。
プルペラ
神獣ヴァ・ルーダニアから打ち出される偵察機。下にサーチライトを照らし、その中に敵が入るとルーダニア本体が反応して、火山に刺激を与えることで火山弾が降ってくる。耐久力は他のガーディアンよりも低い。

#### 大型モンスター
フィールド各地には通常のモンスターよりも強大な大型モンスターが生息しており、個体ごとに二つ名がついている。一度倒したモンスターは再遭遇時には討伐したマークが表示される。エンディング後は、マモノショップを経営しているキルトンが討伐した数を数えており、各種類のすべてのモンスターを討伐するとキルトンから証がもらえる。
イワロック
岩石がゴーレムのようになった巨大なモンスター。普段は岩に擬態しているが、近づくと姿を現し襲う。両腕の岩を投げ付けて攻撃をしてくる。あらゆる武器を弾くが、体の一部に突き出た鉱石状の突起が弱点で、倒すと大量の鉱石を落とす。
体が溶岩石で出来ている「マグロック」、氷で覆われている「ガチロック」といった亜種も存在する。さらに、エキスパンション・パスの「英傑たちの詩」では、「メガマグロック」というより巨大な体をしたマグロックも登場する。
ヒノックス
サイクロプスのような単眼の巨鬼。普段は寝ていることが多く近づくと目を覚まし襲ってくる。動きは重鈍だがその巨体から叩きつけやプレスなど重い攻撃を放ってくる。目が弱点だが、上位の個体はある程度体力が減ると手で覆いガードしてくる。
スケルトンタイプの「スタルヒノックス」は夜間のみ出現する。体力を削られると目玉が落下し、それを攻撃して潰さない限り倒せない。また、ハイラル城地下にも固定ボスとして存在し、倒せばハイリアの盾が手に入る。
モルドラジーク
砂漠に生息する巨大なクジラのような魔物。地中を潜行し、音や振動に敏感に反応して襲い掛かってくる。
エキスパンション・パスの「英傑たちの詩」では、大量の鉄分を含んだ白い体表を持つ「キングラジーク」と呼ばれる亜種個体も登場する。

#### ボスモンスター
水のカースガノン
ガノンがヴァ・ルッタを乗っ取った際に生み出した分身。左手に長大な槍を装備しており、非常に広い攻撃範囲を誇る。また、突き刺しによる衝撃波攻撃や、巨大な氷塊を放つ攻撃を行う。体力が半分以下になると足場が狭くなる。
炎のカースガノン
ガノンがヴァ・ルーダニアを乗っ取った際に生み出した分身。他のカースガノンに比べモリブリン同様ほとんど怯むことはない。右手に巨大な大剣を装備しており、また体力が半分以下になると自身の周囲に結界をはりつつ、着弾すると広範囲を爆風で吹き飛ばす火球を投げつけてくる。
雷のカースガノン
ガノンがヴァ・ナボリスを乗っ取った際に生み出した分身。右手に片手剣、左手に盾を装備している。他のカースガノンと比べるとやや小柄だが高い機動力を誇り、瞬間移動を繰り返して翻弄しつつ接近し攻撃してくる。また盾によって攻撃を防いでくることがあるほか、雷の力を操ることもできる。体力を半分以下にすると片手剣と盾に電気を発生させる。
風のカースガノン
ガノンがヴァ・メドーに送り込んだ分身。右手に銃器を装備し、遠距離攻撃を主体とする。また、背中に4つの突起が生えており、この突起を子機として飛ばし、浮遊砲台として射撃を行う攻撃も展開してくる。
厄災ガノン
ゼルダによって力を押さえ込まれハイラル城に閉じ込められていたガノンの怨念体。
ムービーシーンにおいては、龍のような出立ちの姿でハイラル城の周囲を飛び回るようにして姿を現していた。城の本丸の天井に張り付いていた繭のような黒い物体から現れた際はゼルダに抑え込まれていたため、まだ完全な姿ではないものの蜘蛛のような多数の腕を持つ異形の姿をしており、壁に張り付くことができる。各腕にはカースガノンそれぞれが持っていた武器が仕込まれており、それらで攻撃を行う。体力が減ると赤いオーラで全身を守り攻撃を受け付けなくなる上、ガーディアンが放つのと同等の威力を持つレーザー光線を放つようになる。
魔獣ガノン
リンクとの戦いで肉体が破壊された厄災ガノンが、幾度封印されようとも復活しようとする執念で暴走し実体化した、憎悪と怨念の権化たる巨大魔獣。
4足歩行のイノシシのような姿で、過去作に比べ遥かに巨大かつ禍々しい出で立ちになっている。

## アイテム
本作ではアイテムを収納する「ポーチ」が武器、弓矢、盾、防具、素材、料理、大事な物に分類されている。武器、弓矢、盾はボックリンにコログのミを渡すと最大所持数を増やすことができる。

### 大事なもの
シーカーストーン
本作のキーアイテムとなるスマートフォンあるいはタブレット端末のような石板。両手で横長に持つあたり、Nintendo Switchを意識したようなデザインでもある。シーカー族の遺物であり、かつてはゼルダが使用していた。古代の遺跡を使用するための鍵として使うほか、以下の特殊アイテムの使用、各種ワープポイントへのワープ、マップの閲覧、ある程度ストーリーを進めると図鑑の閲覧もできるようになっている。
リモコンバクダン
丸型と角型があり、それぞれ設置してから任意のタイミングで起爆させることが出来る。実体がないため見た目よりも軽く水に浮き、風などにも流されやすい。 強化すると威力が上がり、再使用までの時間が短縮される。
マグネキャッチ
磁力により大きさや重さに関係なくあらゆる金属を操ることができる。また謎解き以外でも、持ち上げた金属を振り回したり落下させたりすることで攻撃にも利用できる。
ビタロック
一定時間、様々な物体の時を止めることができる。時間の止まった物体に衝撃を与えると効果が切れた瞬間に蓄積された力が一気に解放され、大きな物体などを軽々と吹き飛ばすこともできる。また、強化することで魔物などの時間を少しの間止めることも可能になる。
アイスメーカー
水面や滝に氷柱を作り出す。氷柱は足場のほか、敵の遠距離攻撃に対する壁として利用する事もできる。最大3本まで作ることが可能。
ウツシエ
その場の風景を撮影し記録することができる。ただし、保存できる数には制限がある。
マスターバイク零式
エキスパンション・パスの「英傑たちの詩」の追加ダンジョンのクリアで入手可能。バイクを出現させ、陸地を高速移動することができる。素材をタンクに入れてエネルギーに変換することで走行できる。敵の攻撃や崖から落ちても壊れることはない。
マップ
シーカータワーなどを起動することで周辺地域の情報を入手し、マップとして使用することができる。
ハイラル図鑑
ウツシエで撮影したあらゆる対象を図鑑として登録できる。登録できる種別は魔物、生物、食材、武器など多岐にわたる。強化すると図鑑に登録されているアイテムや生物を逆探知できるようになる。また、ハテノ古代研究所にいるシモンに話しかけると、有料でまだ図鑑に埋まっていない項目をランダムで登録することができる。

パラセール
序盤にハイラル王から譲り受けるアイテム。空中で展開することで滑空することができ、高所から使用することで長距離を短時間で安全に移動することが可能になる。
英傑の加護
4人の英傑が生前持っていた能力。各地の神獣を解放するとそれぞれの英傑から授かり使うことができる。加護を使用すると一定時間経過するまで使えなくなる。ハイラル城では再使用までの時間が短くなる。加護はポーチ画面でオフにすることもできる。エキスパンション・パスの「英傑たちの詩」で発生するチャレンジをクリアすると加護の回復時間が短縮される。
英傑ミファーの祈り
体力が0になったとき自動的に発動し、体力が限界を超えた状態で復活する。ストックは1回。
英傑リーバルの猛り
ジャンプボタン長押しで、自分の真上に上昇気流を発生させ大きく飛び上がることができる。ストックは3回。
英傑ダルケルの護り
構え・注目ボタン長押し（盾を構えるか相手に注目）で身を守るオーラが発生し、敵の攻撃を自動で弾くことができる。ストックは3回。ガードジャスト成功時には消費されない。
英傑ウルボザの怒り
攻撃ボタン長押し（最大溜め攻撃）で発動し、周囲に強力な雷を落とすことができる。ストックは3回。

### 武器・弓矢・盾
戦闘等で使う道具は近接攻撃に用いる「武器」、遠距離攻撃に用いる「弓」、防御に用いる「盾」に大別され、また武器は盾と併用できる「片手武器」、攻撃間隔は長いが一撃の威力は高い「両手武器」、攻撃間隔は短いが一撃の威力は低い「槍」に分けられる。本作ではこれらすべてに耐久値が設定されており、これが無くなるとその道具は消滅し、修理も出来ない。従ってこれらの道具を次々と持ち替えていく必要がある。また基本的に落ちているものを拾う、魔物から奪うことで手に入れることが出来るが、店での販売はされていない。種類は、性能が高いものから近衛・王家・騎士・兵士・旅人に分けられるほか、各種族の特徴が出たものもあり、また強い魔物ほど強い武器を所持している。
マスターソード
退魔の剣と呼ばれており、100年前の時点ですでにリンクによって抜かれ使用されていたが、リンクが重傷を負い眠りにつく際に、ゼルダによってコログの森の台座に戻された。今作でのマスターソード入手は必須イベントではなく、任意のタイミングで入手することが出来るが、手に入れるためにはマスターソードに認められるだけの体力が必要である。手に入れた後は武器の一つとして使用でき、ガノンの怨念や魔力が宿った場所においては厄災に対抗しうる聖なる力が発動し、攻撃力が2倍となり耐久力も上がる。耐久値が無くなってしまっても他の武器のように壊れてしまうことはないが、一定時間経過するまで装備できなくなる。

### 防具
頭・上半身・下半身の三部位に分けられ、装備することで受けるダメージを減らすことが出来るほか、暑さや寒さの軽減・静粛性の上昇など様々な効果を得られるものもある。防御力は四段階高められ、各地に四箇所ある大妖精の泉に素材を渡すことで高められる。また三部位すべて防御力を二段階以上高めた同じ種類の防具で固めると、特殊な効果を得られるものもある。

## 世界観

### ハイラル史
ハイラル王国は遙か昔の神話の時代から幾度となく魔王ガノンの厄災に見舞われ、その度に退魔の剣を持つ騎士と、聖なる力を持つ姫がガノンを封印するという繰り返しの歴史を辿ってきた。1万年前、高度な技術文明を確立していたハイラル王国は、その技術をもってガノン封印の一助とすべく4体の巨大兵器「神獣」と自律無人兵器「ガーディアン」たちを製造し、退魔の剣を持つ勇者と姫の聖なる力でガノンを封印した。
そして100年前、先の封印が伝説となりつつある頃、ハイラル王家に仕える占い師がガノンの復活を予言し、ハイラルの民は古代に作られた神獣とガーディアンを発掘・研究・運用し、王国の守りにあたらせ、退魔の剣を持つ騎士リンクと4体の神獣の繰り手である4人が英傑の任についてガノン討伐の準備をしていた。しかし、ガノンはハイラル城の地下に復活し、頼みの綱であった4体の神獣とほとんどのガーディアンの制御を乗っ取って支配下に置き、ハイラル王やリンク以外の4人の英傑をはじめとした多くのハイリア人が犠牲となってハイラル王国は滅亡する。
生き残ったゼルダ姫は致命傷を負った騎士リンクを治癒するため彼を始まりの台地の回生の祠へ収容すると、自らの封印の力でその後100年間厄災ガノンを抑え続けた。それから100年、一切の記憶を失ったリンクが長い眠りから覚めたところから物語は始まる。

### 用語
勇者
退魔の剣「マスターソード」に選ばれた者。そのマスターソードを用いて封印の姫巫女と共に厄災ガノン倒す役目を担う。
姫巫女
厄災ガノンを封じる女神の力を持つ文字通り巫女を務める姫君のこと。姫巫女は女神ハイリアの血を引く王家の姫君が代々担当しており、特別な修行により霊力をその身に宿し封印の力を覚醒させていくのだが、その修行方法および力の使用法は代々口伝のみで継承され書物も存在せず、先代の姫巫女・ゼルダの母の急逝によりその代で継承法は途絶えてしまう。故に次代の姫巫女ゼルダは何一つ伝授されておらず、僅かな情報と文献を頼りに断片的に判明している泉の禊修行を中心に独学で修行せざるを得なくなる。

### 種族・部族
ゴロン族
デスマウンテンに住む岩肌のような強靭な体つきをした種族。灼熱の火山地帯であるデスマウンテンで鉱石を採掘し、それらを売り出すことで生計を立てている。総じて豪快な性格の者が多い。登場キャラクターの名前は主に土木関連の単語が由来。
ゾーラ族
ゾーラの里を中心に生活する水陸両生の種族。本作では様々な体色のゾーラ族が登場する。ハイリア人よりも長寿であり、ドレファン王をはじめとして100年前の大厄災を経験した者やリンクの顔見知りの人物も多くいる。しかし、一部の老人達は「ミファーを英傑として連れ去りながら、ガノンから守れなかった」としてリンクやハイリア人を快く思っておらず、ゾーラの里に訪ねてきたリンクに対しても、敵意を露わにする。しかし、事件解決後はリンクへの態度も軟化し、ハイリア人への認識も改められることとなった。高度な彫刻技術を持っており、ゾーラの里そのものも芸術品として評価されるほど美しい建造物として築かれている。登場キャラクターの名前は主に音楽関係の単語が由来。
ゲルド族
ゲルド砂漠に住む女性だけの種族。尖った鼻と褐色の肌、長身の逞しい体つきが特徴。ゲルド族固有の「ゲルド語」を交えて話す。「成人未満で男性に接触すると災いが訪れる」という言い伝えがあるため、ゲルドの街は男子禁制となっている。妙齢となった者は単独で街を離れ夫となる男性を探す「ヴォーイ・ハント」と呼ばれる旅に出て、無事に結婚した者は街を離れて生活し、出稼ぎの際に再び街へ戻ってくるという独特の風習を持つ。登場キャラクターの名前は主に女性用の化粧品やアクセサリが由来。また、厄災ガノンは100年に1度生まれるといわれる、ゲルド族の男であった。
リト族
リトの村に住む鳥人のような種族。空の支配者と呼ばれており、男性は戦士として、女性は歌人として育てられる傾向がある。リトの戦士は飛行訓練所で空中戦を模した訓練を行っている。登場キャラクターの名前は主に鳥肉の部位が由来。
コログ族
コキリ族から進化した、植物のような種族。迷いの森を中心に生活している。また、各地に隠れている固体もおり、見つけるとコログのミをくれる。
シーカー族
はるか一万年前に高度な技術力で対ガノン兵器として神獣とガーディアンを創造した種族。銀髪と和風の衣装が特徴。ガノン封印に大きく貢献するが、そのあまりにも高すぎる技術力を当時のハイラル王から危惧されハイラル王国から追放され、それによってハイラル王家との間に軋轢が生じた。そのため現在ではかつての技術力を捨てて、カカリコ村を中心に質素な生活しているが、一部の者は過去のハイラル王家の行動に恨みを持ち、悪の組織・イーガ団としてガノン側についている。登場キャラクターの名前は主にフルーツ類が由来。
イーガ団
かつてハイラル王家から受けた仕打ちに恨みを持ち、シーカー族から離反しガノンに忠誠を誓った者たちで構成された組織。ガノンに対抗しようとする者や復活したリンクを付け狙い、旅人に扮して襲ってくる。隠密行動に長けた暗殺集団で構成員は総じて各種創作における忍者のような衣に身を包み、戦闘では術などを駆使して戦う。マークはシーカー族の紋章を上下逆にしたもの。イーガ団は伊賀、コーガ様は甲賀が名前の由来。

### 神獣
1万年前にガノンの厄災に備えてシーカー族の技術を結集してハイラル王家が製造した巨大な機械兵器。高出力のビーム砲を搭載しており、当時はガーディアン達と共にガノンの力を削ぎ、封印に大きく貢献した。100年前の大厄災の際に地中から発掘され各種族の英傑によって使役されたが、ガノンの魔力を浴びたことで制御機関を乗っ取られ操られる。大厄災が静まった後は大人しくなっていたが、100年後の現代でガノンの封印が弱まり始めたことに伴い、再び各地方に災いを振りまくようになる。それぞれの神獣は担当する英傑の部族の者として過去シリーズに登場した賢者たちの名前をもじっている。
水の神獣 ヴァ・ルッタ
象の姿をした水の神獣。ゾーラ族の賢者だったルトから名をとられた。鼻や背部から無限に水を湧き出させることが可能で、その派生として氷塊を周囲に出現させ、防衛手段として用いることもできる。
ゾーラ族の英傑ミファーによって使役されたがガノンの魔力によって制御を乗っ取られ、以降はゾーラの里の傍にある東の貯水湖に鎮座し、その能力でゾーラの里とその周辺地域に延々と雨を降らせていた。
炎の神獣 ヴァ・ルーダニア
トカゲの姿をした炎の神獣。内部から小型の飛行ガーディアンであるプルペラを飛ばし、外敵の索敵をさせることができる。
100年前の大厄災の時は当時のゴロン族の英傑ダルケルが使役していた。ガノンに乗っ取られた後はデスマウンテンに巣食い、尻尾を叩きつけることで噴火を誘発させ、その度にブルドーとユンが大砲で撃退していたが、それでも一時的に火口へ追い返すのがやっとという状態だった。
雷の神獣 ヴァ・ナボリス
ラクダの姿をした雷の神獣。ゲルド族の賢者だったナボールから名をとられた。背中のコブに当たる部分にあるアンテナから強力な電撃を発射する。
大厄災の時点では当時のゲルド族の英傑ウルボザが使役していた。ガノンの魔力によって制御を乗っ取られて本来の目的を果たせずに終わり、大厄災の後は姿を消していたがリンクが目覚める数週間前にゲルド砂漠に出現し、一帯に砂嵐と雷を発生させていた。
風の神獣 ヴァ・メドー
鳥の姿をした風の神獣。4基のバリア発生装置を兼ねたビーム砲台を周辺に展開する機能を持つ。
大厄災当時はリト族の英傑リーバルが操っていた。ガノンに乗っ取られた後はリトの里の上空を飛び回り続け、自身に近づくものを撃ち落としていた。

### ガーディアン
神獣と時を同じくして創られた自律型の対ガノン兵器。決して大きくはないがその数の多さを利用し、ガノンと戦う当時の勇者や姫を守ったとされる。100年前に神獣と共に地中から掘り起こされたが、ガノンが復活した際に発した魔力によってほぼ全てのガーディアンが乗っ取られ、当時のハイラルを焼き尽くした。100年経った現在ではほとんどの機体は活動を停止しフィールドの所々で朽ち果てているが、いまだにガノンに乗っ取られたまま稼動している機体もおり、ハイラル城を中心に広い地域を徘徊している。

### 野生動物
ハイラルのフィールドには魔物のほかに、現実世界で見かけるような野生動物や野鳥も生息しており、倒すことで肉などの素材を入手できる。野生動物・野鳥の分布は地域によって異なる。
一部の野生動物は馬のように乗ることができる。また、狼など魔物と同じようにリンクを積極的に襲ってくる動物もいる。

### 精霊
巨大なドラゴンの姿をしており、封印の泉を中心に空を回遊している。こちらに危害を加える意思を示すことはないものの、体や溢れ出す力に触れるとダメージを受けてしまう。倒すことは出来ないが、攻撃した部位によって角のかけらや爪やウロコといった貴重な素材を落とす。精霊が近くにいると専用のBGMが流れ、上昇気流が発生する。
フロドラ
勇気の泉の使いである雷の精霊。電気の球をまとっている。フィローネ地方やゲルド地方、主にハイリア湖やフロリア湖に現れる。
ネルドラ
知恵の泉の使いである氷の精霊。当初はガノンの邪悪な怨念に取り憑かれているが、解放するとラネール山周辺を回遊する。
オルドラ
力の泉の使いである炎の精霊。オルディン地方やヘブラ地方を回遊している。

## 舞台
今作はオープンワールドを採用しており、始まりの台地でのチュートリアルを終えた後はフィールド内を自由に回ることができる。またマップはゲーム開始時には表示されておらず、各地に点在する塔のような建造物であるシーカータワーの上まで行くことでその周辺のマップが追加される仕組みとなっている。なおフィールドの広さは『トワイライトプリンセス』の12倍程度とされ、任天堂の本社が位置する京都市と同等のスケールになっている。
フィールド中央にはハイラル平原が広がり、その周囲をデスマウンテン・ラネール大水源・双子山・フロリア山・ゲルド高地・へブラ山脈と高い山々が囲む盆地のような地形である。ハイラル王国はハイラル城を中心にハイラル平原の各地に町や民家、軍の駐屯地などが存在したが、大厄災によってすべて廃墟と化す。だが険しい地形に阻まれたことでカカリコ村・ハテノ村・ウオトリー村やゾーラの里・ゴロンシティ・リトの村・ゲルドの街といった集落は大厄災による被害を逃れる。またサクラダ工務店のエノキダによりアッカレ地方に新たにイチカラ村が築かれるなど、復興の兆しを見せている。

### 中央ハイラル
ハイラルの中心に位置するエリア。その中央部には、草原の広がるハイラル平原が位置し、その南部には始まりの台地やハイラル最大の湖であるハイラル湖がある。北部にはハイラル城があるも厄災ガノンの怨念が渦巻いており、城下町や近隣の宿場町などもすべて廃墟と化している。ハイラル平原の西方にはハイラル丘陵があり、その南部には山のヌシの住むサトリ山が、その北には傘のような植物の生えた湿地帯が広がる。ハイラル城のさらに北方にはハイラル大森林が広がり、その中心にはコログの森がある。
始まりの台地
中央ハイラルの南西側に位置する小さな台地のエリア。リンクが眠っていた回生の祠はこの土地の中央部にあり、その東にはハイラル王国が始まったとされる時の神殿跡がある。中央ハイラルから見ると断崖絶壁の高台の上にある陸の孤島となっている。
ハイラル城
ハイラル平原の北の丘の上に建てられた城で、豪華絢爛な本丸を中心に内部は入り組んだ構造となっている。また城の周りを川が水堀のように取り囲み、北面や東西は断崖絶壁となった天然の要塞である。そして南には城下町が広がり、そこも城壁に囲まれている。だがこれらの防衛設備も城の地下から現れた厄災ガノンの前では無力であり、本丸には厄災ガノンが巣食い、ガーディアンが城の周辺にたむろしている。

### ハテール地方
ハイラルの南東部に位置する、のどかで山に囲まれた地方。北にはラネール地方が、南にはフィローネ地方がある。その西部には双子山があり、その北東にはシーカー族の暮らすカカリコ村がある。そして双子山を越えた東にはガーディアンの侵攻を食い止めたハテノ砦があり、さらにその東にはハイリア人の暮らすハテノ村があるなど、比較的広範囲に人間が分布している。
カカリコ村
西ハテールの山間にあるシーカー族の集落。族長はインパ。かつてシーカー族の高い技術を恐れたハイラル王国に迫害された際に穏健派はこの地に逃れ、以後技術を捨ててひっそりと暮らしてきた。村は農業が中心で、ヨロイカボチャなどの特産品もある。また付近には村の守り神とされてきた大妖精の泉もある。カカリコ村は和をモチーフとしており、忍者の隠れ里のような様相となっている。
ハテノ村
東ハテールにある、ハイリア人の住む最大の集落。村はハイラルの辺境にあり、ガーディアンの侵攻もハテノ砦で食い止められた為、大厄災の影響は余り及ばずに自給自足の生活を続けてきた。また村の東の高台にはプルアのいるハテノ古代研究所がある。村では農業や牧畜が中心であるほか、素材を持ち込めば服の色を変えることが出来る染物屋や、立方体の部屋を積み重ねて家を築くという独自の方法を編み出したサクラダ工務店も存在する。ハテノ村は北にラネール山がある為やや寒冷であり、また制作時のテーマとして北欧風のつくりである。

### フィローネ地方
ハイラル南部から南東部にかけて東西に広がる熱帯の地方。北にはハテール地方が、西にはゲルド地方がある。中央北部にはフロリア山などの山地が存在し、その南東にはフロリア湖があり、南東には力の泉と一体化したゾナウ族の遺跡が見られる。これらの樹海に覆われたエリアを挟んで、西へ行くとフィローネ高原があり、東へ行くとウオトリー村がある。また南は海に面しており、東西に長い砂浜が続く。
ウオトリー村
フィローネ地方東部にあるハイリア人の集落。大厄災の影響を逃れた村の一つであり、村では漁業を中心に栄える。また制作時のテーマとして、寂れた漁村ではなく常夏のリゾート地として色彩豊かなつくりとなっている。

### ラネール地方
ハイラル東部に位置する水の豊富な地方。北にはオルディン地方とアッカレ地方が、南にはハテール地方がある。北東部のラネール大水源より流れ出る水はラネール湿原を通って中央ハイラルに至り、ハイラル湖に注ぐ。また南東部には霊峰ラネール山があり、その山頂付近には知恵の泉がある。そしてその東にはラネール山へと続くラネール参道がある。
ゾーラの里
ラネール大水源にあるゾーラ族の集落。国王はドレファン。里全体に美しい彫刻が施され、また水が各所に用いられている。ゾーラの里は遥か昔に清流を求めたゾーラ族がこの地に至り開いた里で、里の東にある貯水湖は1万年前にハイラル王国の協力で築き、以後管理し続けている。

### オルディン地方
ハイラルの北東部に位置する、溶岩が各地に流れる灼熱の地方。西にはアッカレ地方が、南にはラネール地方がある。東部にある活火山デスマウンテンが一帯を占める山岳地帯であり、その南からデスマウンテンへと続くオルディン峡谷が通る。オルディン地方では多くの鉱石が産出し、ゴロンシティの南北に採掘場が存在する。また北部から北西部にかけてオルディン山脈が続き、西のハイラル大森林に至る。
ゴロンシティ
オルディン地方中部、デスマウンテンの5合目にあるゴロン族の集落。町は鉱石採掘が盛んで、ブルドーが組長の採掘会社ゴロン組が町の中心となっている。また溶岩が付近を流れる灼熱の土地にもかかわらず多くの観光客が訪れ、観光業でも賑わっている。

### アッカレ地方
ハイラル北東部に位置する高原地帯。西にはオルディン地方が、南にはラネール地方がある。西方にデスマウンテンがある為か温暖な地方であり、赤く色づいた木々が印象的である。南部にはハイラル城陥落後も兵士が抵抗を続けたアッカレ砦がありハイラル王国最後の地と言える。また北部の奥アッカレにはロベリーのいるアッカレ古代研究所がある。中央ハイラルに次いでガーディアンの個体数が多い。とあるサブイベント後は開拓村であるイチカラ村が誕生する。

### ヘブラ地方
ハイラルの北西部に位置する、雪に覆われた極寒のエリア。中央ハイラルとは南西から北東に伸びるククジャ谷によって隔たれ、人の動きは少ない。北西部にあるヘブラ山脈を中心とした山岳地域で標高が高く、その東に広がるタバンタ大雪原と共に寒さ対策が必要な積雪地帯である。また南西部には雨のほとんど降らず乾燥した岩場の続くタバンタ辺境があり、その北のリリトト湖にはリトの村がある。
リトの村
へブラ地方中部、リリトト湖にあるリト族の集落。族長はカーン。湖の中央にある巨大な柱のような岩を中心に、鳥かごのような形の家が螺旋状に築かれている。湖の外とは橋で繋がれ、また村には空へと飛び立つための広場もある。制作時のテーマとして、村を垂直方向に造ることが意識されている。

### ゲルド地方
ハイラルの南西部に位置する、岩山と砂漠の広がる乾燥地帯。中央ハイラルとはゲルド高地によって隔たれ、唯一ゲルドキャニオンという峡谷で繋がる。中央部から南西部にはゲルド砂漠が広がり、その中心部にはゲルドの街がある。また日中は極暑、夜間は極寒という過酷な気候であり、寒さに加え暑さ対策も要求される。ゲルド砂漠の北と東を囲うようにそびえるのがゲルド高地で、高所は雪に覆われている。独自の生態系や文化を持ち、各地に遺跡が点在している。
ゲルドの街
ゲルド砂漠の中央にあるオアシスの上に築かれた、男子禁制のゲルド族の集落。族長はルージュ。街は砂岩で築かれ、族長のいる宮殿から街の屋根へと水が流れる。ハイラル最大の交易都市でもあり、暑さを凌ぐ服やアクセサリーなども売られている。また恋愛教室や料理教室など花嫁修業を連想させるものも開かれている。

## エキスパンション・パス
Wii U/Nintendo Switchの両機種でダウンロード可能。追加コンテンツのダウンロードが可能になる有料DLCでいわゆるシーズンパス。ゲーム発売日と同時に配信を開始した。購入特典として、始まりの台地に限定装備を含む特製宝箱が3つ追加される。

### 第1弾 試練の覇者
2017年6月30日配信。
- 剣（つるぎ）の試練

序位、中位、極位の3つの難易度に分かれた計54層のダンジョンで、敵を倒して進んでいくミニチャレンジが追加。このダンジョンにはシーカーストーン以外のいかなる装備・アイテムも持ち込むことができず、ダンジョン内に配置されているもので敵の全滅や体力の回復を行わなければならない。さらに途中でのセーブも行えず、途中で死亡するとチャレンジしたレベルの最初からやり直しとなる。序位、中位、極位とクリアするにつれて、マスターソードの性能が強化されていき、極位クリア後はマスターソードが常に覚醒状態となる。(攻撃力60)
- 足跡モード

過去200時間分の道程をマップ表示できようになる。
- マスターモード

新たに追加されるゲームモード。敵や宝箱が追加で配置される、通常モードよりも一段階強い敵が登場し、白銀よりもさらに強力な金色の個体が出現するようになる、敵の体力が徐々に自然回復するなど、全体的に難易度が大幅に上がっている。また、通常モードとはセーブデータの互換性はなく、作成できる数も2つに制限されている。
- ワープマーカー

マップに現在位置をワープ地点として登録できるアイテムが入手できるミニチャレンジが追加。
- 追加装備

ムジュラの仮面、ミドナの冠、チンクルの装備、ファントムの装備、コログのお面を入手できるミニチャレンジが追加。

### 第2弾 英傑たちの詩（バラッド）
2017年12月8日配信。
- 英傑たちの詩

プレイヤーも敵も一発で即死する状態になる「一撃の剣」を使い、新たな祠を発見しクリアするメインチャレンジが追加。これをクリアすることで、英傑の力を強化し回復時間が短縮されるチャレンジや、リンク自身の英傑の神獣に相当するマスターバイク零式が使用可能になるチャレンジが出現する。その中で、カッシーワから4英傑に関する新たなエピソードを聞くことができる。
- 追加装備

青いエビシャツ、ラヴィオの頭巾、ザントの兜、ファントムガノンの装備、近衛兵装備を入手できるミニチャレンジが追加。
- 古代の馬具

馬の拍車回数を増やしたり、遠く離れた場所からでも転送して呼び出すことができる特別な馬具を入手できるミニチャレンジが追加。

## Nintendo Switch 2 Edition
『ゼルダの伝説 ブレス オブ ザ ワイルド Nintendo Switch 2 Edition』は、Nintendo Switch 2用の追加要素を含むソフト。2025年6月5日に発売された。
すでにNintendo Switchソフトを所持している場合、Nintendo Switch Online + 追加パックに加入、または「アップグレードパス」を単体で購入することで対応が可能。
解像度やフレームレートの向上、HDRに対応、ローディング時間の短縮といったNintendo Switch 2の性能を生かした要素のほか、セーブデータが2つ作成可能となり、スマートフォン向けアプリ「Nintendo Switch App」からゲーム連携サービス「ZELDA NOTES」で便利な8つの機能を利用できる。

## 開発
2016年6月16日の日本時間の午後23時に放送された任天堂のWeb番組「Nintendo Treehouse: Live @ E3 2016」において正式名称が発表された。当初の開発期間は2、3年を予定しており、2015年もしくは2016年に発売予定だったが、開発者の満足する水準に達しておらず、任天堂の社長（5代目）である君島達己らにより、「最も完成度の高い究極のゼルダ」を目指し、またNintendo Switch本体の発売日に合わせる目的もあり、2017年まで発売を延期している。
2012年ごろから企画を進め始め、本格的に開発が始まったのは2013年で、開発コンセプトは「ゼルダのアタリマエを見直す」。企画段階では本作の課題である「どうすればゼルダの当たり前じゃないものを作れるか？」から始まり、「広い世界を作ろう」「いきなりボスのところに行けるようにしよう」「何でもできるようにしたい」と実現方法を考えずに夢を語りながら作られた。オープンワールドの採用理由について『スカイウォードソード』で大空と大地の境界線を探索できないという意見があったからである。また、「原点回帰」もコンセプトの1つで「初代『ゼルダの伝説』をこの時代に作ってみたら面白いものになる」という部分からオープンワールドでの開発を進めていった。
開発段階では最初は2Dでマップを制作し、それを3Dに作り直すという作業を行っている。物理エンジンのHavokを使用しているが、アルゴリズムを一任せず、挙動を制御するカスタマイズを施している。
グラフィックは『トワイライトプリンセス』のようなフォトリアルな方向性、『風のタクト』のようなトゥーンレンダリングの方向性の両方が模索された。フォトリアルな方向性では鳥を狩るといきなり鶏肉になるといった表現や、様々な素材を運ぶ時のコミカルな表現がそぐわないため、『風のタクト』をHD化した表現が開発チーム内で評価された。しかし、こちらの方向性では子供向けに見え、30年の歴史があるゼルダシリーズの大人のファン層に訴求しないことが懸念された。そういった試行錯誤の結果、キャラクターの頭身は上げつつも、トゥーンレンダリングを使用し、リアルに寄りすぎない絵作りが採用された。
音楽は環境音を引き立たせるため、ピアノの音がメインとなっている。
開発規模は100人を超える開発スタッフを動員しており、スタッフクレジットに記述されているスタッフの数は総勢で約300人以上とされている。
開発終盤では、開発者全員（約300人規模）で1週間プレイし、足りない部分を探した。
Wii U版とNintendo Switch版を同時製作したことについて、ディレクターの藤林秀麿は「すごく苦労した部分もあれば、すごく簡単な部分もあった」と語っている。
また、今作はオープンワールドを採用しているが、任天堂は独自の呼称として「オープンエア」を用いている。これについて、代表取締役専務の宮本茂は「プレイヤーがやりたいことはなんでもできるが、それがエンターテイメントの一種であるようにしたかった」と語っている。

## 受賞・評価
- Game Critics Awards: Best of E3 2016[50]
  - Best of Show
  - Best Console Game
  - Best Action/Adventure Game
- 日本ゲーム大賞2017 年間作品部門 大賞[51]
- 2017 Golden Joystick Awards（GJA）[52]
  - Ultimate Game of the Year
  - Best Audio
  - Nintendo Game of the Year
  - Critics' Choice Award
- TIME「The Top 10 Video Games of 2017」第1位[53]
- The Game Awards 2017（英語版）（TGA）[54][55]
  - Game of The Year
  - Best Game Direction
  - Best Action/Adventure Game
- The Guardian「The top 10 video games of 2017」第1位[56]
- Newsweek「TOP 10 VIDEO GAMES OF 2017」第1位[57]
- IGN Best of 2017 Awards
  - Game of the Year[58]
  - Best Switch Game[59]
  - Best Action-Adventure Game[60]
  - Most Innovative[61]
- GameSpot「Game Of the Year 2017」[62]
- The Independent「The best video games of 2017」[63]
- The Daily Telegraph「The 15 best video games of 2017」第1位[64]
- 21st Annual D.I.C.E. Awards（DICE）[65]
  - Game of the Year
  - Outstanding Achievement in Game Direction
  - Outstanding Achievement in Game Design
  - Adventure Game of the Year
- National Academy of Video Game Trade Reviewers（英語版） Awards[66]
  - Art Direction, Fantasy
  - Original Light Mix Score, Franchise
- SXSWゲーム賞[67]
  - Excellence in Gameplay
  - Excellence in Design
  - Video Game of the Year
- 第18回ゲーム・デベロッパーズ・チョイス・アワード（GDC）[68]
  - Game of the Year
  - Best Audio
  - Best Design
- 14th British Academy Games Awards（英語版） 「Game Innovation」[69]
- ファミ通アワード2017「ゲーム・オブ・ザ・イヤー」[70]
- テレビ朝日『国民5万人がガチ投票! テレビゲーム総選挙』 - 第1位[71]

- ゲーム・オブ・ザ・イヤーでは、世界で最も権威のあるGJA、TGA、DICE、GDCで全てで獲得。日本のゲームとしては史上初となる4大GOTY制覇を達成。『The Elder Scrolls V: Skyrim』に次ぐ2本目の快挙。日本国内においても、「日本ゲーム大賞」の年間作品部門大賞や「ファミ通アワード」のゲーム・オブ・ザ・イヤーにも輝いた。